# رولان بلانش
رولان بلانش (بالفرنسية: Roland Blanche)‏
```
هو 
ممثل
 
فرنسي
، ولد في 31 ديسمبر 1943 في 
فرنسا
، وتوفي بنفس المكان في 13 سبتمبر 1999 بسبب 
نوبة قلبية
.
```

## أعمال

### أفلام
- (1972) حبكة
- (1975) الرابط الفرنسي 2
- (1983) دانتون[1]
- (1988) مواسم السرور

## وصلات خارجية
- رولان بلانش على موقع IMDb (الإنجليزية)
- رولان بلانش على موقع ألو سيني (الفرنسية)
- رولان بلانش على موقع أول موفي (الإنجليزية)
- رولان بلانش على موقع قاعدة بيانات الأفلام السويدية (السويدية)
- رولان بلانش على موقع قاعدة بيانات الفيلم (الإنجليزية)
- رولان بلانش على موقع كينوبويسك (الروسية)